# SV Deportivo Nacional
Pour les articles homonymes, voir Deportivo et Nacional.
Maillots
Le SV Deportivo Nacional est un club arubais de football basé à Noord.

## Histoire
Fondé en 1970, le SV Deportivo Nacional domine le football national durant les années 2000, puisqu'il remporte quatre titres de champion entre 2000 et 2007.
Le club n'a pris part qu'à une édition de la CFU Club Championship, en 2007. Son bilan est d'un match nul et une défaite, pour une place de deuxième de sa poule.

## Palmarès
- Division di Honor (5) :
  - Vainqueur en 2000, 2001, 2004, 2007 et 2017